# 堀之内 (所沢市)
堀之内（ほりのうち）は、埼玉県所沢市の町名。単独町名で丁目の設定は無い。郵便番号は 359-1165。

## 地理
所沢市内の西部、三ヶ島地区に所属する。
狭山湖の北西に位置し、周辺の三ヶ島、勝楽寺、糀谷、および入間市宮寺と隣接する。
地区の北側を東西に埼玉県道・東京都道179号所沢青梅線が通っている。
当地の南部は概ね湿地帯で、さいたま緑の森博物館第2期整備予定地になっているほか自然環境保全緑地「トトロの森」5号地･13号地が点在する。
地内の高台「比良の丘」（ひらのおか）は所沢市および狭山丘陵の西端にあたり、標高175.1 m）と同市内では最も標高が高く市街も眺望できる。
また荒川水系新河岸川の支流、砂川堀雨水幹線は、当地の「堂入り沼」付近を水源に北東へと流れている。

### 河川
- 砂川堀

## 歴史
もとは江戸期より存在し、武蔵国入間郡山口領に属した元和年間より見出せる堀之内村であった。正保年間は三ヶ島村の枝郷の堀之内村と見出せ、元禄年間頃までに分村したと云う。知行は旗本武蔵氏および幕府領。
- 1868年（慶応4年） - 旗本領が韮山県の管轄となる。
- 時期不明（明治初年頃） - 郡内に江戸期より存在した別の堀之内村（現大字山口[注釈 1]の一部）があり[10][11]、その区別のため三ヶ島堀之内村に改称される[12]。
- 1871年（明治4年）11月14日 -  第1次府県統合により、入間県の管轄となる。
- 1873年（明治6年）6月15日 - 入間県が群馬県（第1期）と合併して熊谷県となる。
- 1876年（明治9年）8月21日 - 第2次府県統合により、埼玉県の管轄となる。
- 1879年（明治12年）3月17日 - 郡区町村編制法により発足した入間郡に属する。郡役所は川越町に設置。
- 1889年（明治22年）4月1日 - 町村制施行に伴い、三ヶ島村、三ヶ島堀之内村、糀谷村、林村が合併し、三ヶ島村の大字三ヶ島堀之内となる。
- 1955年（昭和30年）4月1日 - 三ヶ島村が所沢市へ編入され、所沢市の大字となる。
- 1977年（昭和52年）
  - 8月1日 - 町名整備により、大字三ヶ島堀之内の一部が狭山ヶ丘の一部となる[13]。
  - 11月1日 - 町名整備により、大字三ヶ島堀之内の一部が東狭山ヶ丘[13][14]、および西狭山ヶ丘の各一部となる[13][15]。
- 1978年（昭和53年）
  - 7月1日 - 町名整備により、大字三ヶ島堀之内の一部が和ヶ原の一部となる[13]。
  - 10月1日 - 町名整備により、大字三ヶ島、大字三ヶ島堀之内、大字糀谷の各一部より堀之内が成立[8][12]。これにより大字三ヶ島堀之内は消滅する[12]。

## 世帯数と人口
2017年（平成29年）9月30日現在の世帯数と人口は以下の通りである。
| 町丁   | 世帯数  | 人口  |
| ------ | ------- | ----- |
| 堀之内 | 211世帯 | 563人 |

## 小・中学校の学区
市立小・中学校に通う場合の学区（校区）は以下の通り
| 町丁   | 番・番地 | 小学校                         | 中学校                         |
| ------ | -------- | ------------------------------ | ------------------------------ |
| 堀之内 | 全域     | 所沢市立三ヶ島小学校（三ヶ島） | 所沢市立三ヶ島中学校（三ヶ島） |

## 交通

### 鉄道
地内に鉄道は敷設されていない。
最寄駅は、北東に西武池袋線･狭山ヶ丘駅、また南東に西武狭山線/西武山口線･西武球場前駅。

### 道路
- 埼玉県道・東京都道179号所沢青梅線

バス
- 地内のバス停は、「台」･「堀之内」。

西武バス「小手03」「小手04」「小手06」系統（ 狭山ヶ丘駅/小手指駅南口行きほか）

## 施設
公共
- 三ヶ島第四区自治会集会所
- 三ヶ島第四区自衛消防隊

教育
- 早稲田大学所沢キャンパス（西側敷地）

寺社
- 山之神神社 - 御神木のヤマザクラは所沢市の巨樹･巨木に認定されている（認定番号No.7）[17]
- 金仙寺 - 真言宗豊山派 - 創建は平安時代[18]。境内に樹齢約140年のシダレザクラがある[18]。
- 聴松軒 - 狭山三十三観音霊場第31番札所。

その他
- 比良の丘[6]
- トトロの森5号地･13号地